# Ali et Ava
Pour plus de détails, voir Fiche technique et Distribution.
Ali et Ava (Ali and Ava) est un film britannique réalisé par Clio Barnard, sorti en 2021.

## Fiche technique
Sauf indication contraire, les informations mentionnées dans cette section peuvent être confirmées par la base de données cinématographiques IMDb,  présente dans la section « Liens externes ».
- Titre : Ali et Ava
- Titre original : Ali and Ava
- Réalisation et scénario : Clio Barnard
- Décors : Celina Norris
- Costumes : Sophie O'Neill
- Photographie : Ole Bratt Birkeland
- Montage : Maya Maffioli
- Musique : Harry Escott
- Pays de production : Royaume-Uni
- Format : couleurs - 35 mm
- Genre : drame
- Durée : 95 minutes
- Dates de sortie :
  - France : 11 juillet 2021 (Festival de Cannes 2021), 2 mars 2022 (sortie nationale)
  - Royaume-Uni : 4 mars 2022

## Distribution
- Adeel Akhtar : Ali
- Claire Rushbrook : Ava
- Ellora Torchia : Runa
- Shaun Thomas : Callum
- Natalie Gavin : Dawn
- Mona Goodwin : Michelle

## Sortie

### Accueil critique
En France, le site Allociné recense une moyenne des critiques presse de 3,4/5.

## Distinctions

### Sélections
- Festival de Cannes 2021 : sélection à la Quinzaine des réalisateurs